# クラリネット五重奏曲 (ブラームス)
ヨハネス・ブラームスのクラリネット五重奏曲（クラリネットごじゅうそうきょく）ロ短調 作品115は、彼の晩年に完成された、ブラームスを代表する室内楽曲の1つである。

## 作曲の経緯と受容
1891年の夏にバート・イシュルで作曲された。姉妹作の《クラリネット三重奏曲 イ短調》作品114と同時期の作品である。ブラームスは夏の時期に様々な避暑地を訪れていたが、何度か訪れていたこの避暑地以上に快適な土地はないとして、前年からその地で夏を過ごすようになっていた。バート・イシュル滞在中にブラームスは興が乗り、珍しく速筆で作品を仕上げている。
この2曲の初演は非公開を前提に、マイニンゲン公の宮廷において11月24日に行われた。演奏者は、クラリネット奏者のリヒャルト・ミュールフェルトとヴァイオリニストのヨーゼフ・ヨアヒム並びにマイニンゲン宮廷管弦楽団の団員たちであった。このときと同じ顔ぶれによる公開初演は、ベルリンにおいて12月10日に行われ、熱狂的な反響を得て全曲が繰り返し演奏された（ただしその2日後の上演は、評価が芳しくなかったという）。とうとう1892年1月5日にウィーン初演が行われた。このときの演奏者は、クラリネット奏者のフランツ・シュタイナー（1839 - 1902）と、ロゼー四重奏団であった。それから15日遅れで、ミュールフェルトとヨアヒム四重奏団もウィーンで上演を行って大成功を収め、無条件で称賛の念を表す批評で占められた。
ブラームスは、《クラリネット五重奏曲》のあまりの評価の高さに対して、「自分は《三重奏曲》の方が好きだ」と言っている。しかしながら《五重奏曲》はブラームスの暖かい秀作であり、楽章ごとに凝縮された内容と明晰な構成が見受けられる。

## 楽章構成
以下の4つの楽章から成る。全曲の演奏に36分程度を要するが、開始楽章をゆっくり演奏する風潮のために、39分前後掛かる例も少なくない。
1. アレグロ（ロ短調、6/8拍子、ソナタ形式）
2. アダージョ（ロ長調～ロ短調～ロ長調、3/4拍子、三部形式）
3. アンダンティーノ（ニ長調の間奏曲、4/4拍子）
4. コン・モート（ロ短調、2/4拍子、変奏曲形式）

楽器編成は、通常の弦楽四重奏にクラリネットを加えたものとなっている。

### 第1楽章 Allegro
心に染み入る歌曲的な雰囲気に満ちたソナタ形式。冒頭でライトモチーフ風の短い動機が第1・2ヴァイオリンによって提示される（譜例1）。この動機は3拍子から6拍子へと滑らかに移ろい曲全体を統一的に貫いていく。ついで5小節目にクラリネットがピアノで入るが、本格的なクラリネットの登場は14小節目からのフォルテ・エスプレッシーヴォによる第1主題で、ここにチェロが含羞を交えた深い叙情を添える。最初の副次主題のあと38小節目からはクラリネットによる「非常に特徴的なハーモニーとメロディの柔和さ」（クロード・ロスタン Claude Rostand）を持つ第2主題へひきつがれる。その10小節後に第3主題が登場し、8分休符による効果的なシンコペーションのゆったりとした軽い間奏が続く。2番目の副次主題（59小節目から）は柔軟な旋律線のすべてをクラリネットが担当し、これを経過部として展開部へ進む。展開部ではじめて出てくる3番目の副次主題はここでしか登場せず、その間に提示部の各要素が、作品114の三重奏曲にはない自由さで用いられることは注目される。冒頭の動機が何度か繰り返されて展開部が終わり、提示部を踏襲した再現部へ続く。最後はコーダが付加され、またも冒頭の動機、さらにクラリネットにより第1主題が演奏されて楽章を終える。
譜例1

### 第2楽章 Adagio
3部構成のリート形式による緩徐楽章。クラリネットが奏でる、虚飾を取り去った、夢見るようなときに苦みばしった旋律（譜例2）は、多くの識者により真の「愛の歌」と評されており、それを弦部がコン・ソルディーノで支え、包み込む。第一部は、クラリネットによってシンプルに奏される主要主題が、哀切と親愛のこもった調子によるドルチェで歌われ豊かに展開されていく。第一部の中間では主要主題を逆行的に処理した副次主題が挿入される。中間部のロ短調ピウ・レントの挿句（52小節目から87小節目）は主要主題を使用してはいるが色彩をやや異にし、クラリネットがアリア的にまたレチタティーヴォ的に、ときに優雅にときに澄みきった叙情をたたえさらには悲愴な抑揚も交えて装飾音型をつないでいき、弦部がトレモロを響かせる。この挿句のジプシー風の性格は、長いパッセージと、8分音符による急なアラベスクによりいくどとなく強調される。ここでは細かな装飾音の多用と、名実ともにこの楽章の独奏楽器たるクラリネットのヴィルトゥオーゾ的表現力やラプソディックな奏法によってもたらされる極度の緊張感とが特に目を引く。第一部の再現（88小節目から）は第一部に沿ったものだが、クラリネットが第1ヴァイオリンと親密な対話を行う点は大きく異なる。自由な雰囲気のコーダがこのきわめて個性的な、まさにブラームス的創作技法の極致とも言うべきアダージョ楽章を締めくくる。
譜例2

### 第3楽章 Andantino
三部形式、23小節のアンダンティーノが、中間部の2/4拍子のプレスト（Presto non assai, ma con sentimento）を取り囲んでいる。軸になるのは急速な中間部で、より穏やかな両端部分はさしずめ前奏と後奏として機能している。この流動的な楽章において、アンダンティーノの主要主題がところを変えて現れる。ただし、明確な道筋が定まっているという感じではない。このアンダンテ主題は、初めはクラリネットによって弱音で示される（譜例3-1）。だがこの主題は、特定の形式によらないプレスト部にも引き続き現れるだけでなく、せかせかした足取りのスケルツォ主題として変奏されもするのである（譜例3-2）。このような構図は、いわゆるブラームス後期ピアノ小品集にも共通するものである。
譜例3-1
譜例3-2

### 第4楽章 Con moto
ロンド形式にコーダを加え、主題と5つの変奏で構成される。主題は美しい旋律が弦によって軽やかに歌われ、そこにクラリネットが短く入り、後半部が二度繰り返される（譜例4）。第1変奏（33小節目から64小節目）は軽快なチェロに委ねられる。クラリネットは他の弦部とのユニゾンや、巧みに書かれた対位法を奏でる。第2変奏（65小節目から96小節目）は中音域の弦によるシンコペーションの伴奏が、16分音符で湧きあがるクラリネットよりもなお熱をこめて貫いていく。第3変奏（97小節目から129小節目）ではクラリネットの存在感が増し、16分音符のスタッカートによるアルペッジョがヴィルトゥオーゾ的というよりもむしろ快活さをにじませたドルチェで奏される。ロ長調で進行する第4変奏（130小節目から162小節目）では、中音域の弦による16分音符の刺繍音の上で、クラリネットと第1ヴァイオリンによる恋のようなピアノ・ドルチェの対話が続く。最後の第5変奏（163小節目から196小節目）は短調に戻るが主題のリズムは3/8拍子に変わり、そこへ曲冒頭のライトモチーフのひずんだこだまのような16分音符の音型が対位法により結びつけられていく。コーダ（197小節目から226小節目）では、表現豊かな短いカデンツァが高音のEのフォルテによって頂点に達した後、今度はライトモチーフが冒頭とまったく同じ形で繰り返される。最後の残響が曲に充溢感と循環的統一をもたらし、過ぎし時を振り返るかのようにこの夜想曲的大作に別れを告げる。
譜例4